# 互联网之子
《互联网之子》（英語：The Internet's Own Boy: The Story of Aaron Swartz，又名《亞倫·斯沃茨的故事》）是一部2014年的美国传记类纪录片，由布莱恩·耐本伯格自编自导。该影片作为美国纪录片竞赛节目类别首次公演于2014年1月20日的圣丹斯电影节。在该影片首次公演于圣丹斯之后，Participant Media和Fimbuff购得该影片的分销版权。该影片于2014年6月27日在美国的电影院和VOD上发布。这之后，该影片将会在2014年末在Participant的网站Pivot上作为电视广播首次上映 。该影片同样在2014年3月15日在SXSW上上映，并于2014年4月24日在加拿大HOTDOCS国际纪录片节作为开幕电影上映。 该影片的英国首映 是在2014年6月的Sheffield Doc/Fest，同年八月，又作为维基媒体国际会议的一部分在伦敦巴比肯艺术中心放映。 BBC也将该影片作为Storyville纪录片系列于2015年放映，该片同时使用知识共享许可协议 BY-NC-SA 4.0在互联网上放出。

## 内容
该影片讲述了作为作家，政治组织者，互联网激进人士的美国程序员亞倫·斯沃茨的一生。以斯沃茨的童年影像作为影片的开头和结尾。该影片同样嵌入了斯沃茨身边人物的解说，包括他的母亲，弟兄和女朋友。

## 反响
该影片受到了评论界的肯定。烂番茄影评网基于43位评论家给出了91%的评价，得分为7.2/10.

Geoffrey Berkshire在他的在Variety上的评论上将该影片描述为“一位互联网神童的一生和其政治上的坚定信念的迷人肖像，不幸的是他在2013年初以自杀作为终结”。The Hollywood Reporter杂志的John DeFore给予该影片正面评价。